# Gémo
Gémo – francuska sieć sklepów wielkopowierzchniowych obuwniczo-odzieżowych. Swoje sklepy posiada głównie we Francji. W Polsce znajdowały się one m.in. w Warszawie (Centrum Janki) i Poznaniu (Auchan Komorniki). Ostatni sklep Gémo w Polsce został zamknięty w marcu 2009 roku.